# Stelle principali della costellazione del Capricorno
Segue un prospetto delle stelle principali della costellazione del Capricorno, elencate per magnitudine decrescente.